# Donnchadh Ó Laoghaire

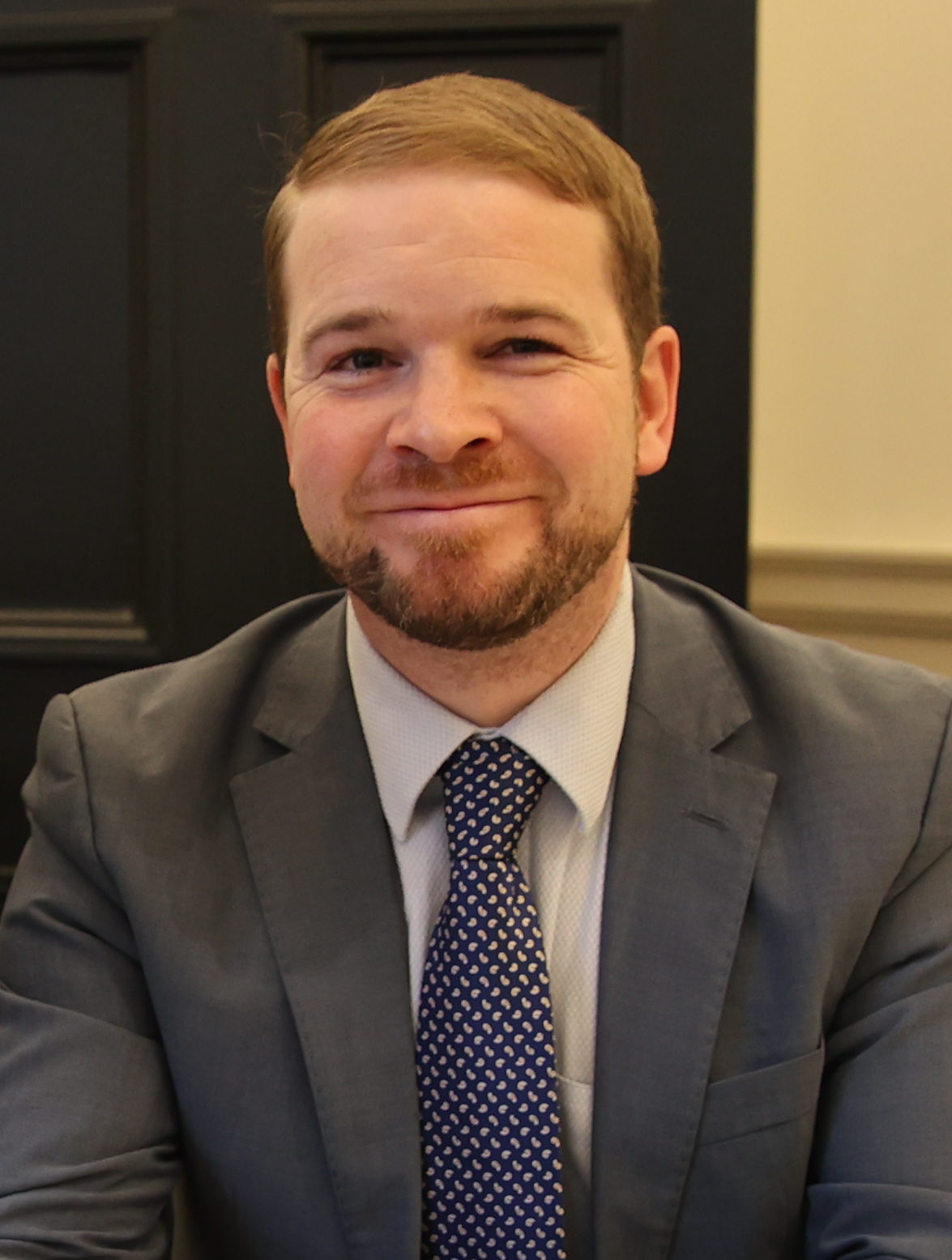
Donnchadh Ó Laoghaire (2024)

Donnchadh Ó Laoghaire (* 8. Februar 1989 in Cork, Irland) ist ein irischer Politiker der Sinn Féin, der seit 2016 Abgeordneter im Dáil Éireann ist.

## Leben
Donnchadh Ó Laoghaire studierte Rechtswissenschaften am University College Cork. Schon zu seiner Studienzeit wurde er Mitglied von Sinn Féin.
2014 wurde er für die Sinn Féin in den Cork County Council gewählt. 
Bei den Wahlen zum Dáil Éireann 2016 gelang es ihm, im Wahlkreis Cork South Central einen Sitz zu erringen. 2020 und 2024 konnte er den Sitz verteidigen.

## Privates
Seit 2021 ist er mit Eimear Ruane-McAteer verheiratet und hat mir ihr drei Kinder.